# Johann Stohlmann
Johann Gottreich Ehrenhold Friedrich Stohlmann (* 30. Dezember 1801 in Rödinghausen; † 9. September 1879 in Herford) war ein deutscher Richter und Politiker.

## Leben
Stohlmann war der Sohn des Pastors Franz Friedrich Stohlmann und evangelischer Konfession. Er studierte ab 1819 Rechtswissenschaft an den Universitäten Göttingen und Bonn.
Er war bis 1826 Oberlandesgerichtsauskultator in Paderborn und dann von 1826 bis 1832 Oberlandesgerichtsreferendar, zunächst in Paderborn, seit 1830 in Lübbecke. Zwischen 1832 und 1845 arbeitete er als Land- und Stadtgerichtsassessor, zunächst in Warburg, seit 1833 in Herford. Von 1844 bis 1850 war er auch Spezialkommissar der Generalkommission zur Regulierung der gutsherrlichen und bäuerlichen Verhältnisse in Westfalen. Von 1845 bis 1850 wirkte er als Land- und Stadtgerichtsrat in Herford und seit 1850 als Kreisgerichtsrat am Kreisgericht Herford.
Vom 11. April 1849 (für Carl Schreiber) bis zum 20. Mai 1849 vertrat er den Wahlkreis 3. Provinz Westfalen (Bielefeld) in der Frankfurter Nationalversammlung. Im Parlament blieb er fraktionslos und stimmte mit dem Rechten Zentrum. Von Mai 1848 bis März 1849 war er Mitgründer und Vorstandsmitglied im Konstitutionellen Club in Herford. Er war Vorsteher der Kreissparkasse Herford und Presbyter der Münsterkirche in Herford und Mitglied der Schützengemeinschaft in Herford.
Von 1850 bis 1852 gehörte er der 2. Kammer des Preußischen Landtags an.